# Bokermannohyla flavopicta
Espèce
Bokermannohyla flavopicta est une espèce d'amphibiens de la famille des Hylidae.

## Répartition
Cette espèce est endémique de l'État de Bahia au Brésil. Elle se rencontre dans le sud-ouest de la Chapada Diamantina.

## Publication originale
- Leite, Pezzuti & Garcia, 2012 : A new species of the Bokermannohyla pseudopseudis group from the Espinhaço Range, Central Bahia, Brazil (Anura: Hylidae). Herpetologica, vol. 68, no 3, p. 401-409.